# Oberonia djongkongensis
Oberonia djongkongensis är en orkidéart som beskrevs av Johannes Jacobus Smith. Oberonia djongkongensis ingår i släktet Oberonia och familjen orkidéer. Inga underarter finns listade i Catalogue of Life.